# 경주 보문사지 연화문 당간지주
경주 보문사지 연화문 당간지주(慶州 普門寺址 蓮華文 幢竿支柱)는 대한민국 경상북도 경주시 보문동, 보문사지에 있는 남북국 시대 신라의 당간지주이다. 1987년 3월 9일 대한민국의 보물 제910호로 지정되었다.

## 개요
기도나 법회 등 절에 행사가 있을 때 사찰의 입구에 세워 부처와 보살의 성덕을 표시하는 기를 당(幢)이라 하며, 이를 달아매는 장대를 당간(幢竿)이라 하고, 이 장대를 양옆에서 지탱하는 두 돌기둥을 당간지주라 한다.
이 당간지주의 동남쪽에는 보문사의 옛터가 남아있기는 하지만, 당간지주가 속한 절이 원래 보문사였는지, 아니면 별개의 사원이었는지는 확실하지 않다.
현재 이 당간지주는 넓은 논 한가운데에 62cm의 간격을 두고 동·서로 마주보고 서 있다. 아래부분이 대부분 땅속에 파묻혀 있는 상태이기 때문에, 밑의 구조는 확인하기가 어렵다. 양쪽 지주의 전체적인 모양은 가운데부분이 두드러진 형태이며, 꼭대기 안쪽에는 당간을 고정시키기 위한 너비 13cm의 큼지막한 구멍을 두었다. 특히 지주의 윗쪽 바깥면에 네모난 틀을 두고, 그 안에 8장의 연꽃잎을 돌려 새겨 놓았는데, 이처럼 당간지주에 연꽃잎을 장식하는 것은 드문 경우이다.
통일신라시대인 8세기 중기에 만들어진 것으로 짐작되며, 이 시기에 제작된 것 중에서도 특이한 형태를 보이고 있어 주목되는 작품이다.

## 현지 안내문
당간(幢竿)은 절에서 불교 의식이 있을 때 불(佛)·보살(普薩)의 공덕을 기리거나 마귀를 물리칠 목적으로 달았던 당이라는 깃발의 깃대를 말하며, 이 당간을 받쳐 세우는 돌기둥을 당간 지주라 한다.
이 기둥은 통일신라시대 당간지주로 높이는 146cm이다. 기둥의 아랫부분이 상당히 매몰되어 있어 간대나 기단부의 구조를 확인할 수 없다. 현재까지 원위치를 지키고 있는 것으로 생각되며, 동서로 62cm정도로 간격을 두고 두개의 기둥이 서로 마주 보고 있다.
기둥의 안쪽 윗부분에 있는 너비 13cm의 큼직한 구멍은 당간을 고정시켰던 장치이다. 특히 이 당간지주의 윗부분 바깥 측면에 설정된 방형구획 안에는 지름 47cm의 팔엽 연화문이 조각되어 있다.
이 당간지주의 원래 소속사원이 동남쪽에 터가 남아 있는 보문사였는지는 알 수 없다.
제작연대는 8세기 중엽 이후로 생각되며, 통일신라시대에 제작된 것 중에서 가장 특수한 형태를 가지고 있는 점에서 주목되는 작품이다.

## 사진

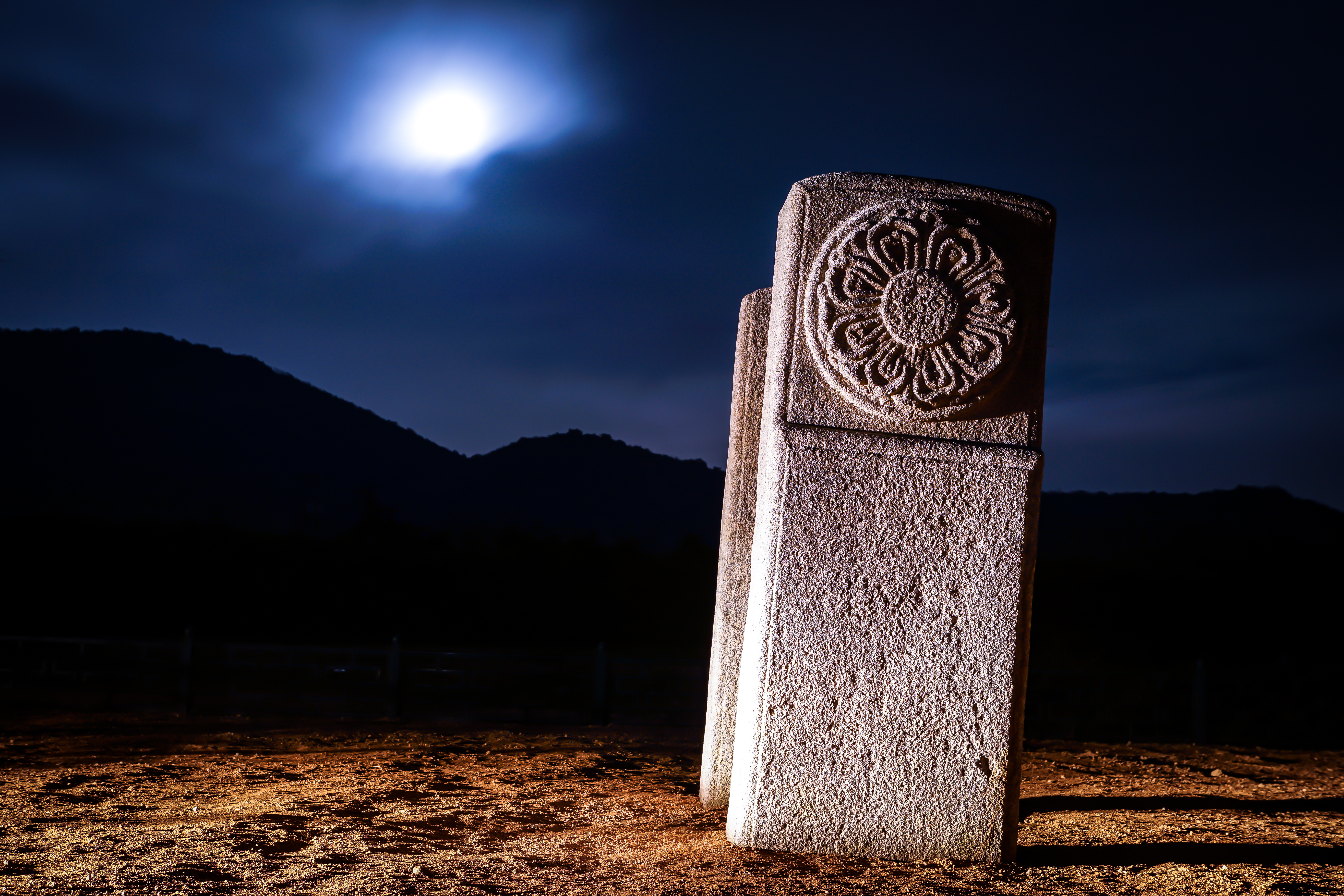

## 같이 보기
- 경주 보문사지

## 참고 자료
- 경주 보문사지 연화문 당간지주 - 국가유산청 국가유산포털